# Amaia Lizarralde
Amaia Lizarralde (San Sebastián, 26 de septiembre de 1966) es una actriz y productora de cine española, conocida por interpretar el papel de Cristina Laguna en Hospital Central y Hortensa Rubio en la telenovela Acacias 38.

## Biografía
Amaia Lizarralde nació el 26 de septiembre de 1966 en San Sebastián, en la provincia de Guipúzcoa, en la comunidad del País Vasco (España), y además de la actuación también se dedica al teatro.

## Carrera
Amaia Lizarralde se formó con Pablo Ibarluzea en San Sebastián y con Joie Landeaux, Andrew Hurteau y Lynne Soffer en San Francisco. También estudió con José Luis Gómez, Michael Chejov, Lenard Petie, J. Merlin, Mala Power, J. Lecoq, M. Navarro, Augusto Fernandes y Bob Mc Andrew en Madrid. Protagonizó varias series como en 1994 en A ze parea, en 1999 en Puerta con puerta, en 2000 en La ley y la vida, en 2000, en 20001 y en 2007 en El comisario, en 2001 en Dime que me quieres, de 2002 a 2004 en Hospital Central, en 2007 y 2008 en Planta 25, en 2008 en Mi querido Klikowsky y en LEX, en 2009 en U.C.O., en 2009 y 2011 en Física o química, en 2011 en Ángel o demonio, en 2017 en Allí abajo y en Nomofobikak, en 2018 en La víctima número 8, en 2018 y 2019 en Gutuberrak, en 2019 en Secretos de Estado, en Promesas de arena y en IXA Serie- Aplikazioa, en 2020 en Caronte y en La línea invisible, en 2021 y en 2022 en El internado: Las Cumbres. En 2021 fue elegida para interpretar el papel de Hortensia Rubio en la telenovela que se emite por La 1 Acacias 38 y donde actuó junto a actores como Sandra Marchena, Jorge Pobes, Judith Fernández, Marita Zafra, Octavi Pujades, Inma Sancho y Julio Peña Fernández. Además de haber actuado en series de televisión, también participó en películas como en 1993 en La ardilla roja, en 1996 en Calor... y celos, en 2004 en Catarsis, en 2007 en Concursante, en 2009 en Zorion perfektua, en 2010 en Izarren argia, en 2011 en La voz dormida, en Bi anai, en 2015 en Un otoño sin Berlin, en 2018 en Soinujolearen semea y en 2020 en Ane . También ha actuado en cortometrajes como en 1997 en Luis Soto, en 2017 en Versus y en 2018 en Lekaime . En 2005 participó en el programa de televisión La mandrágora.

## Filmografía

### Actriz

#### Cine
| Año  | Título              | Personaje       | Director               |
| ---- | ------------------- | --------------- | ---------------------- |
| 1993 | La ardilla roja     | Enfermera 2     | Julio Medem            |
| 1996 | Calor... y celos    | Enfermera       | Javier Rebollo         |
| 2004 | Catarsis            | Marina          | Ángel Fernández Santos |
| 2007 | Concursante         | Ejecutiva de TV | Rodrigo Cortés         |
| 2009 | Zorion perfektua    | Sara            | Jabi Elortegi          |
| 2010 | Izarren argia       | Jesusa          | Mikel Rueda            |
| 2011 | La voz dormida      | La Topete       | Benito Zambrano        |
| 2011 | Bi anai             |                 | Imanol Rayo            |
| 2015 | Un otoño sin Berlín | Profesora       | Lara Izagirre          |
| 2018 | Soinujolearen semea | Harreragilea    | Fernando Bernués       |
| 2020 | Ane                 | Laura           | David Pérez Sañudo     |

#### Televisión
| Año             | Título                    | Personaje            | Notas        |
| --------------- | ------------------------- | -------------------- | ------------ |
| 1994            | A ze parea                |                      |              |
| 1999            | Puerta con puerta         | 7 episodios          |              |
| 2000            | La ley y la vida          | Doctora              | 1 episodio   |
| 2000-2001, 2007 | El comisario              | Edurne Larragoitia   | 3 episodios  |
| 2001            | Dime que me quieres       |                      | 1 episodio   |
| 2002-2004       | Hospital Central          | Dra. Cristina Laguna | 50 episodios |
| 2007-2008       | Planta 25                 | Marta Larralde       | 57 episodios |
| 2008            | Mi querido Klikowsky      |                      | 1 episodio   |
| 2008            | LEX                       | Adela                | 1 episodio   |
| 2009            | U.C.O.                    | Silvia               | 1 episodio   |
| 2009, 2011      | Física o química          | Eva                  | 4 episodios  |
| 2011            | Ángel o demonio           | Esperanza            | 1 episodio   |
| 2017            | Allí abajo                |                      | 1 episodio   |
| 2017            | Nomofobikak               | Aizyber              | 6 episodios  |
| 2018            | La víctima número 8       |                      | 2 episodios  |
| 2018-2019       | Gutuberrak                | Sara                 | 5 episodios  |
| 2019            | Secretos de Estado        |                      | 1 episodio   |
| 2019            | Promesas de arena         |                      | 1 episodio   |
| 2019            | IXA Serie-Aplikazioa      |                      | 1 episodio   |
| 2020            | Caronte                   | Consejera de Jazier  | 1 episodio   |
| 2020            | La línea invisible        | Ana                  | 4 episodios  |
| 2021            | Acacias 38                | Hortensa Rubio       | 80 episodios |
| 2021-2022       | El internado: Las Cumbres | Celia                | 11 episodios |

#### Cortometrajes
| Año  | Título    | Personaje      | Director        |
| ---- | --------- | -------------- | --------------- |
| 1997 | Luis Soto |                | Irene Arzuaga   |
| 2017 | Versus    | Demetrio Elorz |                 |
| 2018 | Lekaime   | Sor Rufina     | Xanti Rodríguez |

### Productora

#### Televisión
| Año       | Título       |
| --------- | ------------ |
| 2017      | Nomophobikak |
| 2018-2019 | Gutuberrak   |

## Teatro
| Año       | Título                   | Director              | Productora          | Teatro |
| --------- | ------------------------ | --------------------- | ------------------- | ------ |
| 1994-1996 | El alquiler              | Ramón Barea           |                     |        |
| 1997      | Simbiosis                | Angel Villagrasa      |                     |        |
| 1997-1998 | El sr. Puntilla          | Rosario Ruiz          | Teatro de La Abadía |        |
| 1999      | Los enfermos             | Rosario Ruiz          | Teatro de La Abadía |        |
| 1999      | El retablo               | José Luis Gómez       | Teatro de La Abadía |        |
| 2000      | La vida es sueño         | Emilio del Valle      | Teatro de La Abadía |        |
| 2005-2007 | Políticamente incorrecto | Paco Mir. Pentación   |                     |        |
| 2006      | Mihura por cuatro        | Rosario Ruiz          | Teatro Español      |        |
| 2011      | Carrera de obstáculos    | Teresa Calo           |                     |        |
| 2014      | Dignemanen bidaia        | Henk de Reus          |                     |        |
| 2015      | Tres a una               | Teresa Calo           |                     |        |
| 2016      | Sarean Katuatuak         | Agurtzane Intxaurraga |                     |        |
| 2016      | Pim pam fuera            | Carlos Zabala         |                     |        |
| 2016      | Atrapadas en la red      |                       |                     |        |
| 2017      | La firma                 |                       |                     |        |
| 2018      | El cielo                 | Quim Zeberio          | Amaia Lizarralde    |        |
| 2018      | Behobia                  | Quim Zeberio          | Amaia Lizarralde    |        |
| 2018      | To run or not to run...  | Quim Zeberio          | Amaia Lizarralde    |        |
| 2019      | La beuaté de marilé      | María Casal           |                     |        |
| 2022      | Amaya                    | Quim Zeberio          |                     |        |

## Programas de televisión
| Año  | Título        |
| ---- | ------------- |
| 2005 | La mandrágora |